# 고양시 일산구 (선거구)
고양시 일산구는 대한민국의 옛 국회의원 선거구이다. 당시 경기도 고양시 일산구 지역을 관할했다.

## 역사
1996년 3월 1일, 고양시에 구제가 실시되면서 일산구가 설치되었다. 이에 제15대 국회의원 선거를 앞두고 고양시 선거구에서 분리되면서 신설되었다.
제16대 국회의원 선거를 앞두고 고양시 일산구 선거구가 갑, 을로 분구되면서 폐지되었다.

## 역대 국회의원
| 선거   | 정당 | 정당     | 의원   |
| ------ | ---- | -------- | ------ |
| 1996년 |      | 신한국당 | 이택석 |

## 역대 선거 결과

### 대한민국 제15대 국회의원 선거
|  | 34.66% |

|  | 29.23% |

|  | 13.52% |

|  | 11.20% |

|  | 7.90% |

|  | 1.45% |

|  | 1.20% |

|  | 0.79% |